# Acrocercops macaria
Acrocercops macaria är en fjärilsart som beskrevs av Turner 1913. Acrocercops macaria ingår i släktet Acrocercops och familjen styltmalar. Inga underarter finns listade i Catalogue of Life.